# И магарето видя ангела
„И магарето видя ангела“ (на английски: And the Ass Saw the Angel) е първият роман на музиканта и писател Ник Кейв. Първоначално е публикуван през 1989 г. от „Black Spring Press“ във Великобритания и „Harper Collins“ в САЩ. През 2003 г. е издадена повторно от „2.13.61, Inc.“. Печата се и колекционерско издание през лятото на 2007 г. от „Black Spring Press“.
|  | Тази страница частично или изцяло представлява превод на страницата And the Ass Saw the Angel в Уикипедия на английски. Оригиналният текст, както и този превод, са защитени от Лиценза „Криейтив Комънс – Признание – Споделяне на споделеното“, а за съдържание, създадено преди юни 2009 година – от Лиценза за свободна документация на ГНУ. Прегледайте историята на редакциите на оригиналната страница, както и на преводната страница, за да видите списъка на съавторите. ВАЖНО: Този шаблон се отнася единствено до авторските права върху съдържанието на статията. Добавянето му не отменя изискването да се посочват конкретни източници на твърденията, които да бъдат благонадеждни. |